# Astracantha gigantostrobus
Astracantha gigantostrobus là một loài thực vật có hoa trong họ Đậu. Loài này được (Rech.f. & Aellen) Podlech miêu tả khoa học đầu tiên.